# Генрих Баварский (1922—1958)
Генрих Франц Вильгельм Баварский (нем. Heinrich Franz Wilhelm von Bayern; 28 марта 1922, замок Гогенбург, Бавария — 14 февраля 1958, Сан-Карлос-де-Барилоче, Рио-Негро) — представитель королевского дома Виттельсбахов.

## Биография
Генрих родился 28 марта 1922 года. Он был единственным сыном кронпринца Баварии, Рупрехта (1869—1955) и его второй жены Антонии Люксембургской (1899—1954). По линии отца он был внуком последнего короля Баварии, Людвига III (1845—1921). По линии матери он был внуком Вильгельма IV Люксембургского (1852—1912).
Детство он провел в замке Лойтштеттен и Берхтесгадене. В 1938 году его отправили учится Оксфордский университет в Великобританию. В 1944 году его мать и сёстры были арестованы нацистами. В 1945 году, он были освобождены армией США.
Генрих Баварский был кавалером ордена Святого Губерта.
Генрих погиб 14 февраля 1958 года, в Аргентине. Его тело было доставлено в Германию, а затем он похоронен в Андексском аббатстве.

## Личная жизнь
31 июля 1951 года Генрих женился на Анне Марии де Люстрак (1927—1999). Она была дочерью Жана де Люстрака (1894—1973), офицера французской армии и награжденного ветерана Первой мировой войны. Гражданская церемония прошла в Сен-Жан-де-Люз на побережье во Франции. Детей у пары не было. Его жена также погибла в автокатастрофе в 1999 году, в Милане.